# Oentsjerk
Oensjerk est un village situé dans la commune néerlandaise de Tytsjerksteradiel, dans la province de la Frise. Son nom en néerlandais est Oenkerk. Le 1er janvier 2009, le village comptait 1 768 habitants.